# Francisco Gazitúa
Francisco Gazitúa (Santiago, 29 de septiembre de 1944) es un escultor chileno de gran formato y escultura pública. Obtuvo el Premio Nacional de Artes Plásticas de Chile en 2021.

## Biografía y trayectoria
Después de iniciar estudios de filosofía, en 1967 se matriculó en la Escuela de Bellas Artes de la Universidad de Chile para dedicarse a la escultura, donde fue discípulo de los escultores Marta Colvin, Lily Garafulic y Sergio Castillo.  En 1977 fue becado para cursar estudios de Escultura Avanzada en la Saint Martin’s School of Art de Inglaterra, donde fue alumno de exponentes como Anthony Caro, Tim Scott y Philip King. En 1979 fue designado profesor de dicha institución y en 1984 regresó a Chile.
Entre 1996 y 1999 estuvo a cargo de la Línea Escultura en la Universidad Finis Terrae en Santiago. Ha continuado enseñando a alumnos de posgrado en su propio taller en Pirque, Santiago. Desde 2008 forma parte de la comisión MetroArte, encargada de las actividades culturales de la red del Metro de Santiago.
En 2017 fue nombrado miembro de la Academia Chilena de Bellas Artes y en 2021 recibió el Premio Nacional de Artes Plásticas de Chile.
En 2024 fue reconocido como una de las 50 personas chilenas más creativas por la Forbes en su edición local.

## Obra
La obra de Francisco Gazitúa se destaca por su aporte al espacio público: son grandes piezas que combinan fierro forjado, piedra y madera. Más de 50 piezas asentadas en los más variados espacios públicos de Chile y el mundo; el 29 de julio de 2023 fue instalada la obra Pluma de sietecolores, una escultura de 20 metros de alto desarrollada junto a la artista visual Angela Leible en el Paseo Panamericano de la Villa Panamericana de Santiago para los Juegos Panamericanos de 2023.
Sus obras han sido descritas que "revelan una mirada poética y su fidelidad a las tradiciones culturales andinas y europeas". Mientras el acta que le otorgó el Premio Nacional de Artes Plásticas de Chile en 2021 destacó su "mirada estética que acoge a los diversos territorios de nuestro país, reflejados en materialidades locales muy propias".

En entrevista con CNN Chile en 2022, Gazitúa explicó su interés por el arte público:
“Los maestros míos de aquí de Chile, Marta Colvin y Samuel Román, están en todas partes con cosas abstractas (…) Ellos me enseñaron que la escultura tiene que no solamente estar en un museo, sino que tiene que estar en el espacio público”.

### Galería

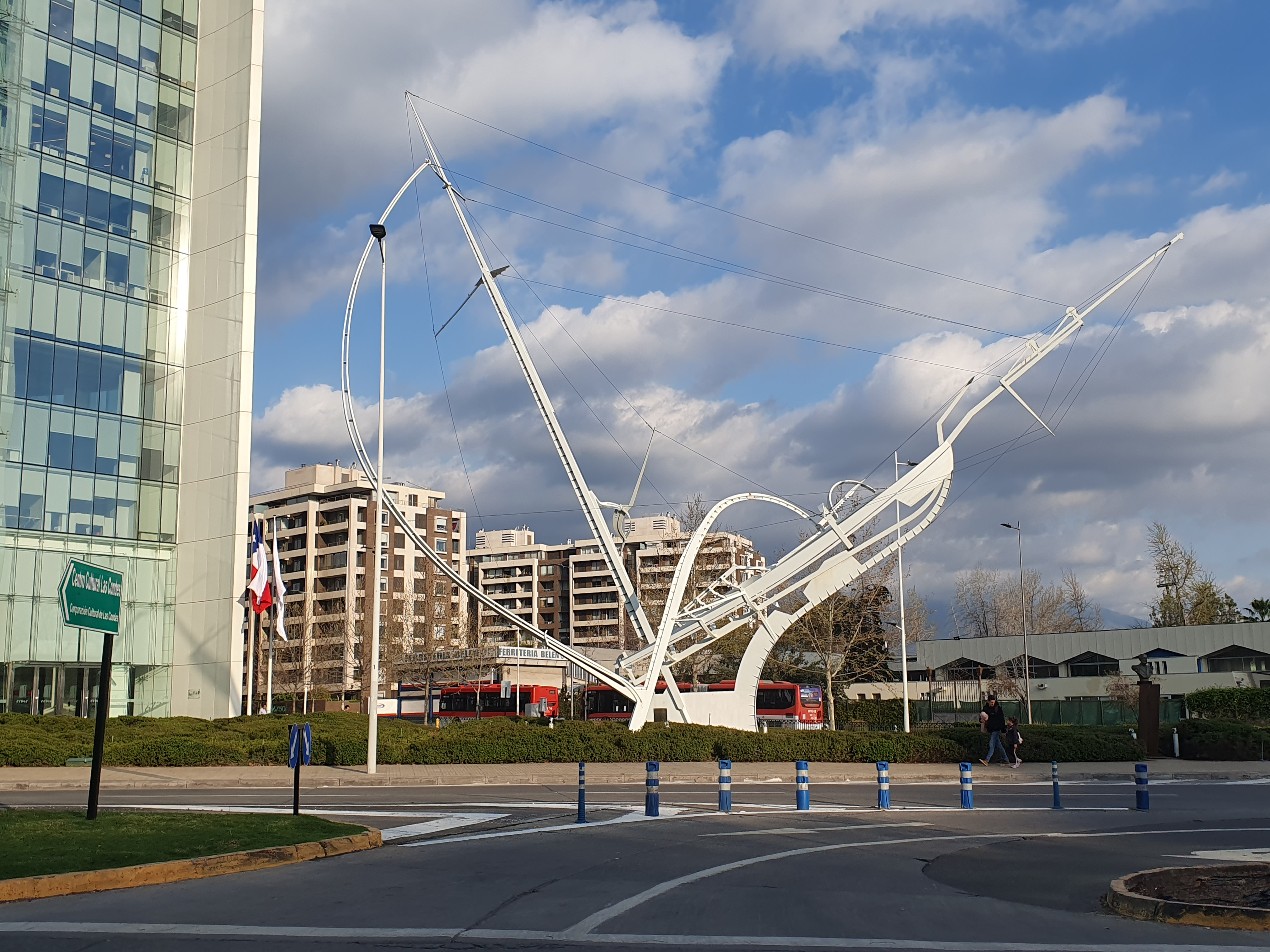
Esmeralda II en Santiago (2000)
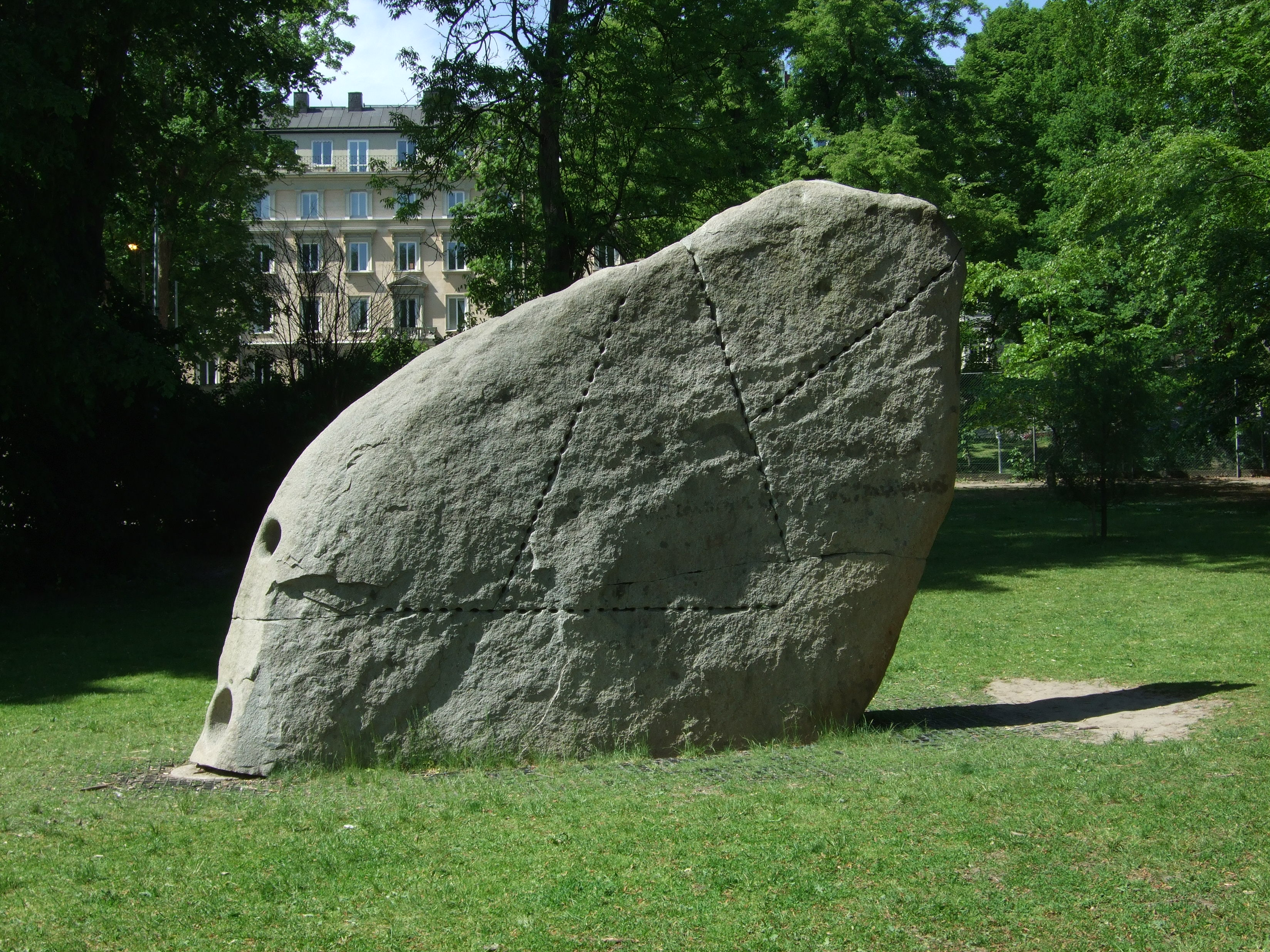
Cordillera de los Andes en Estocolmo (2000)
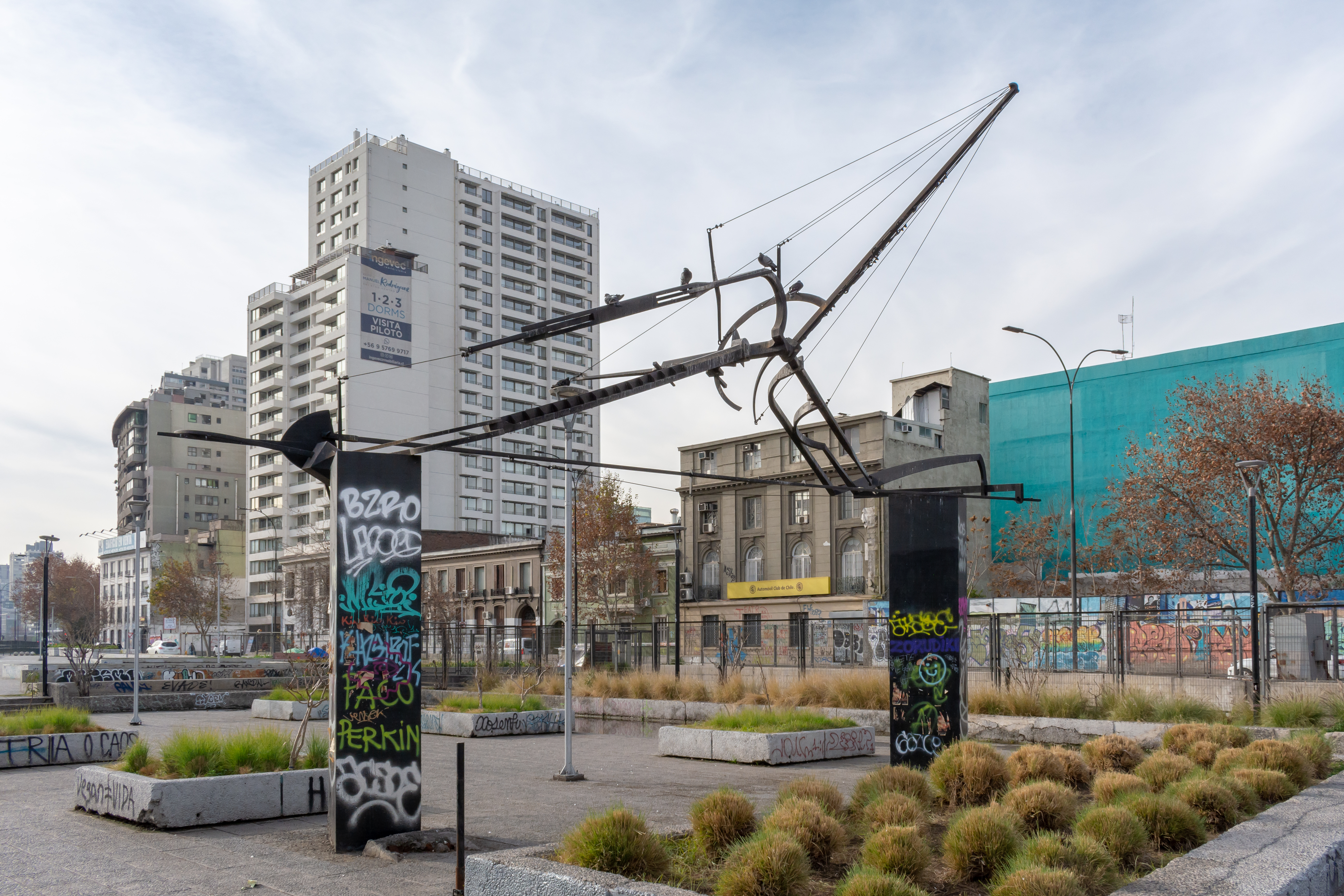
Puente hacia Kiev en Santiago (2000)
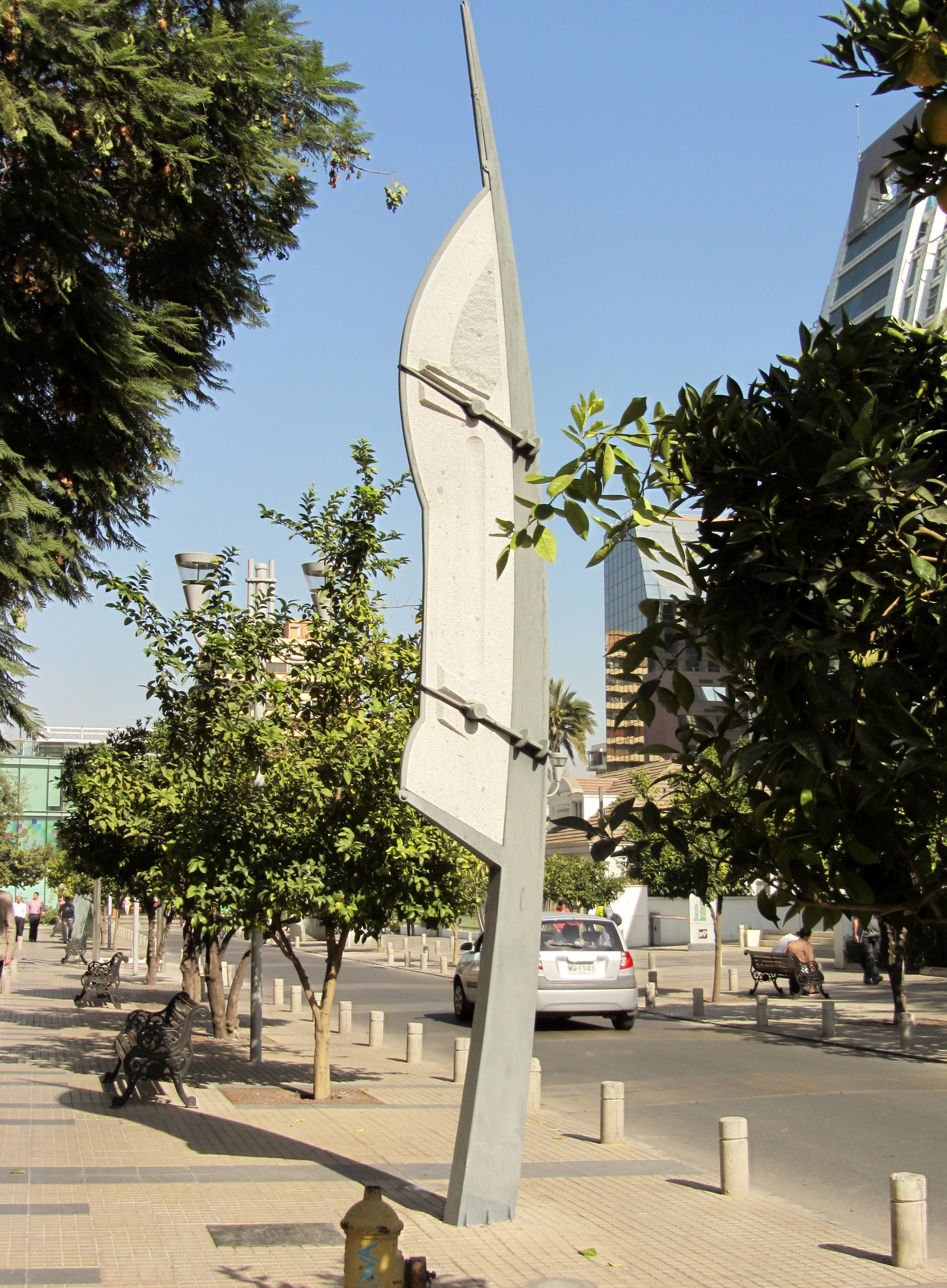
Pluma de Gabriela Mistral en Santiago (2010)
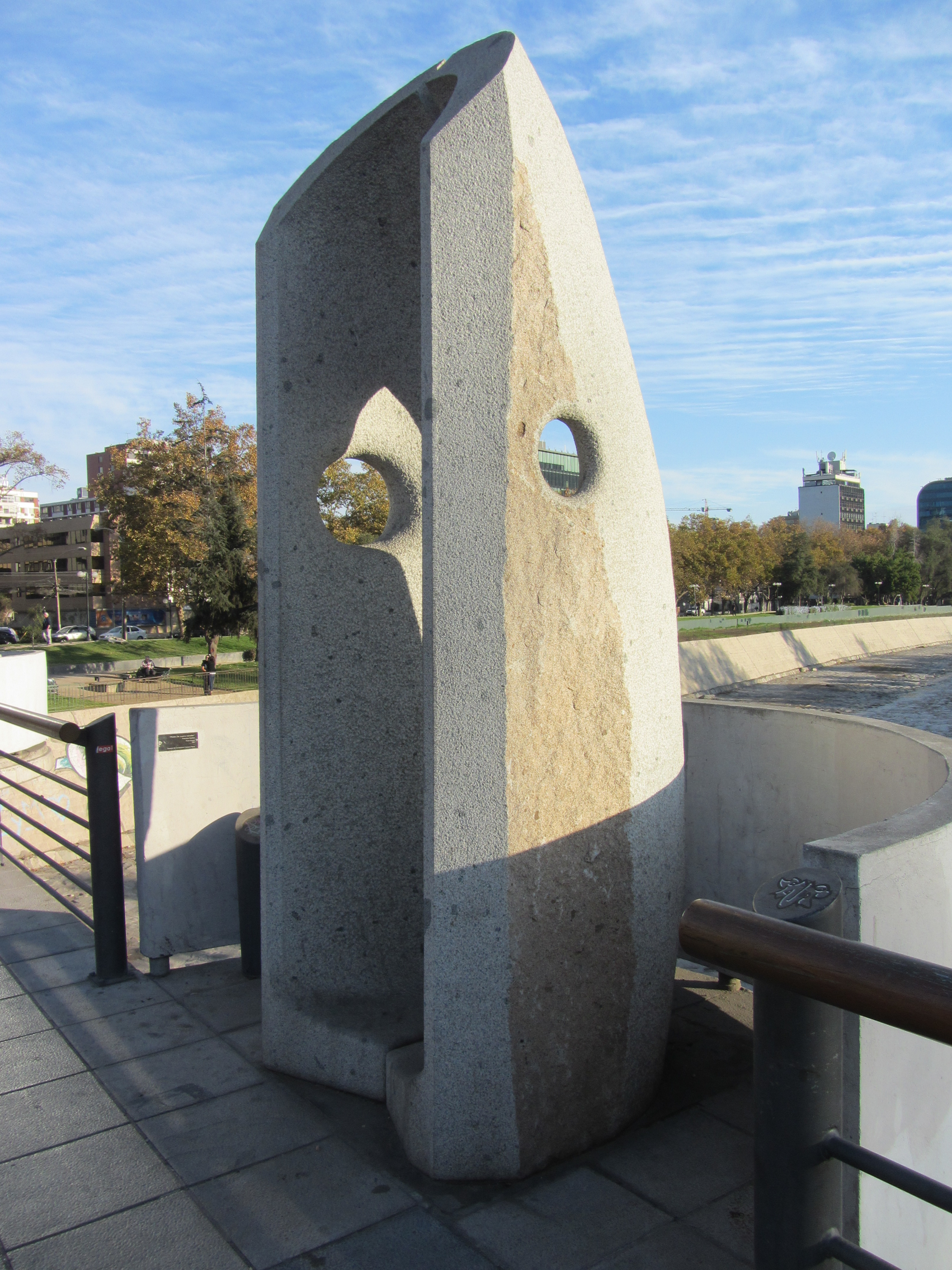
Piedra de 4 Miradas en Santiago (2015)
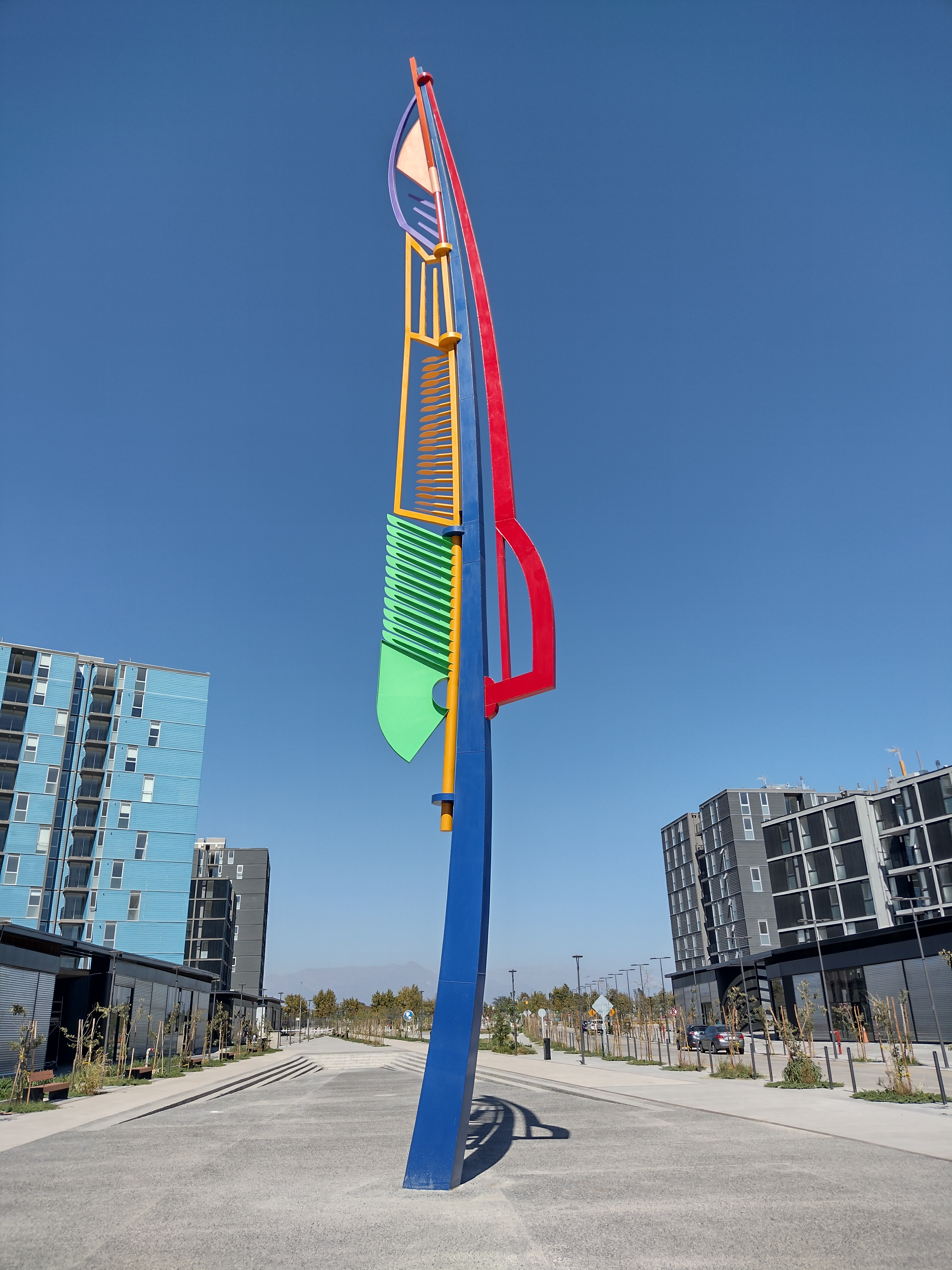
Pluma de sietecolores en Cerrillos (2023)
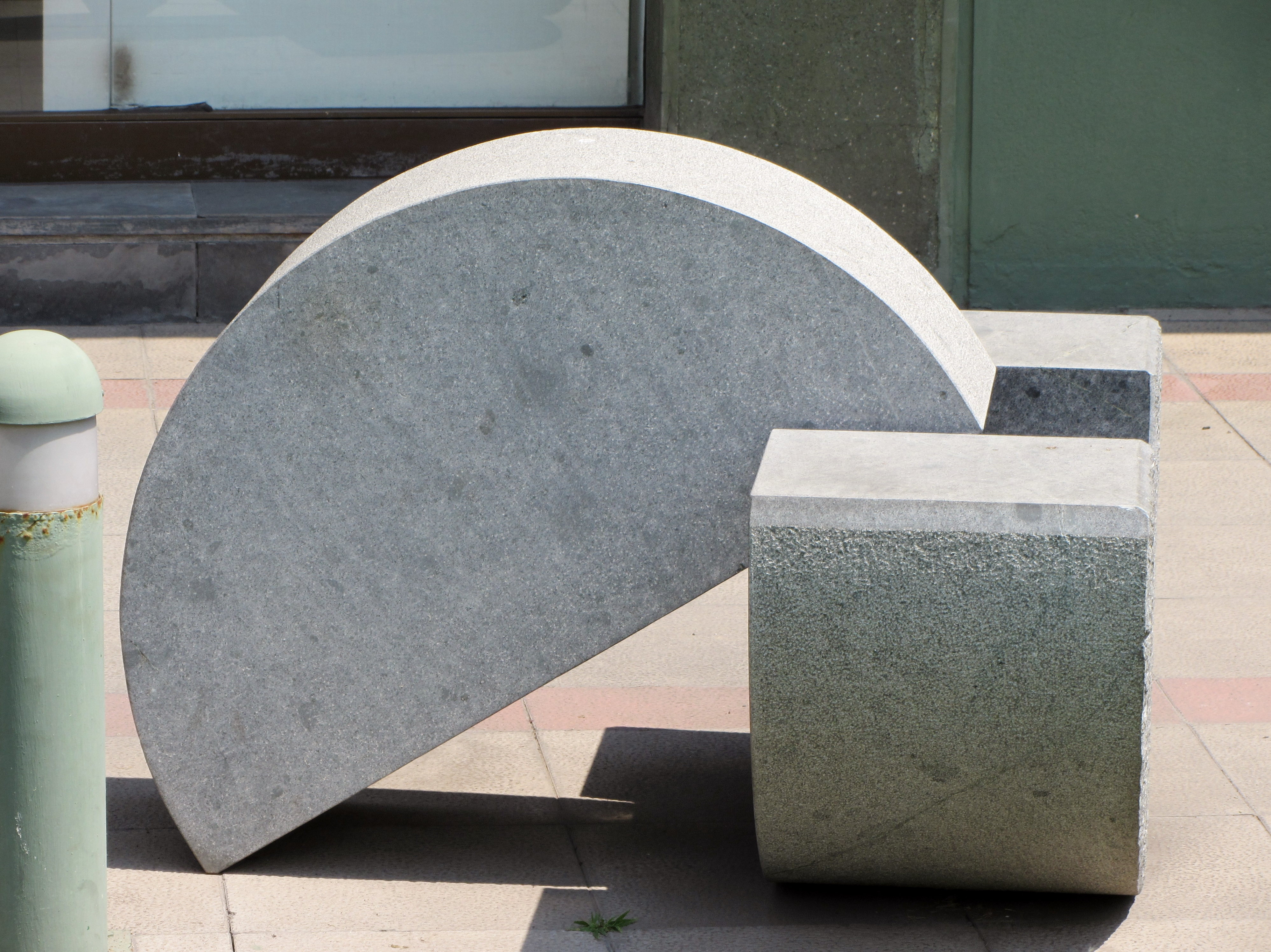
Escultura en Alonso de Córdova
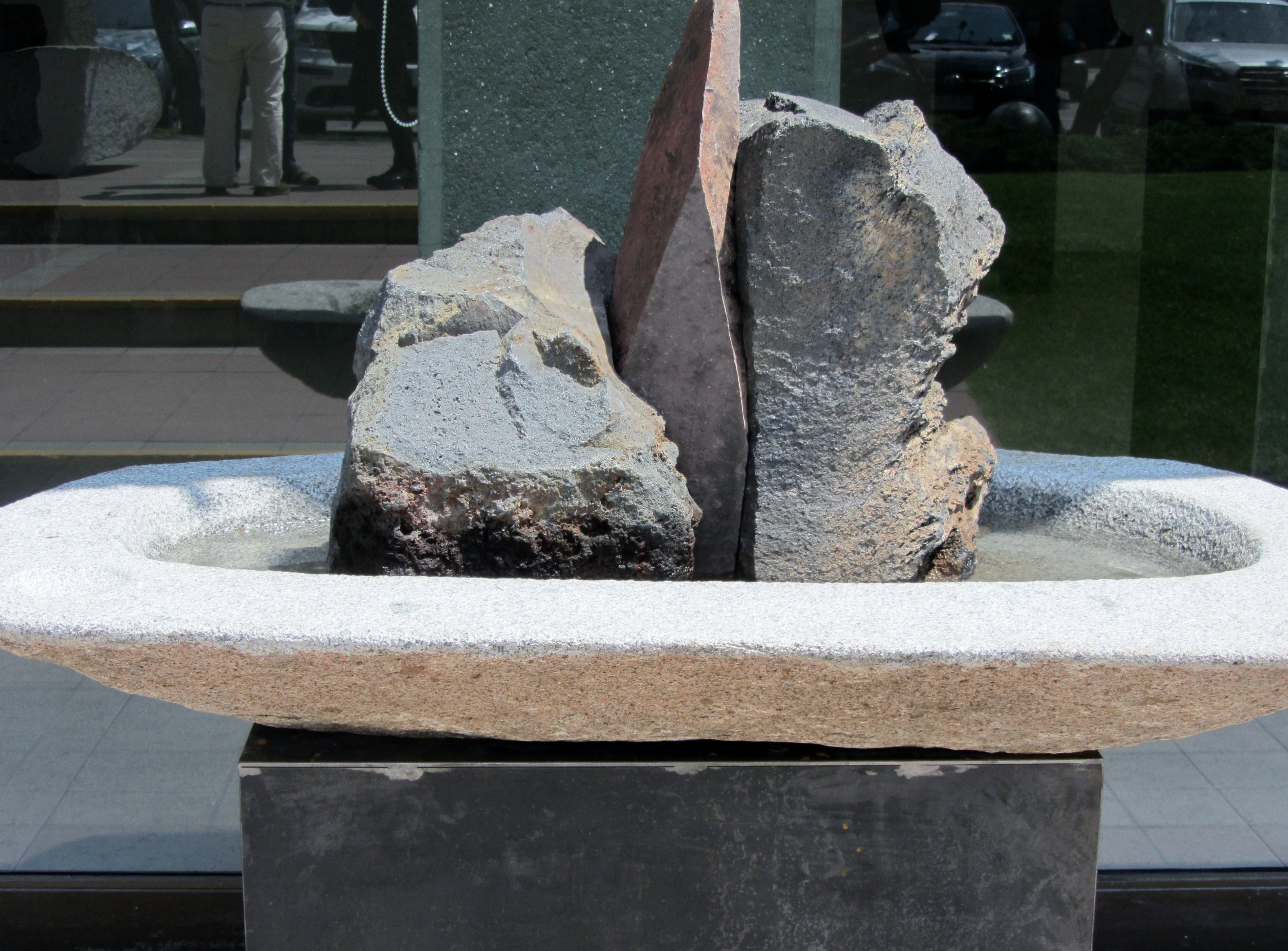
Escultura en Alonso de Córdova
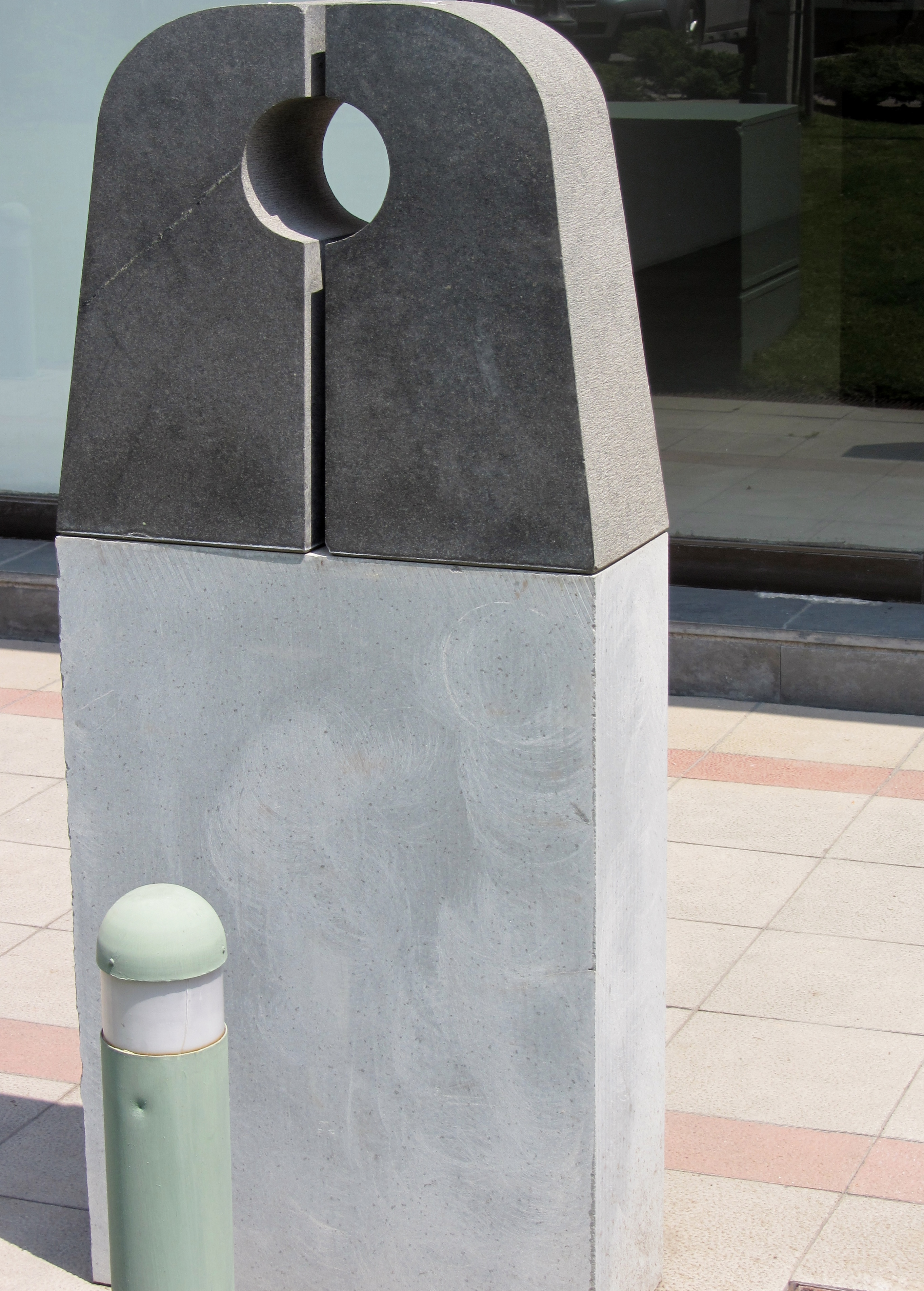
Escultura en Alonso de Córdova
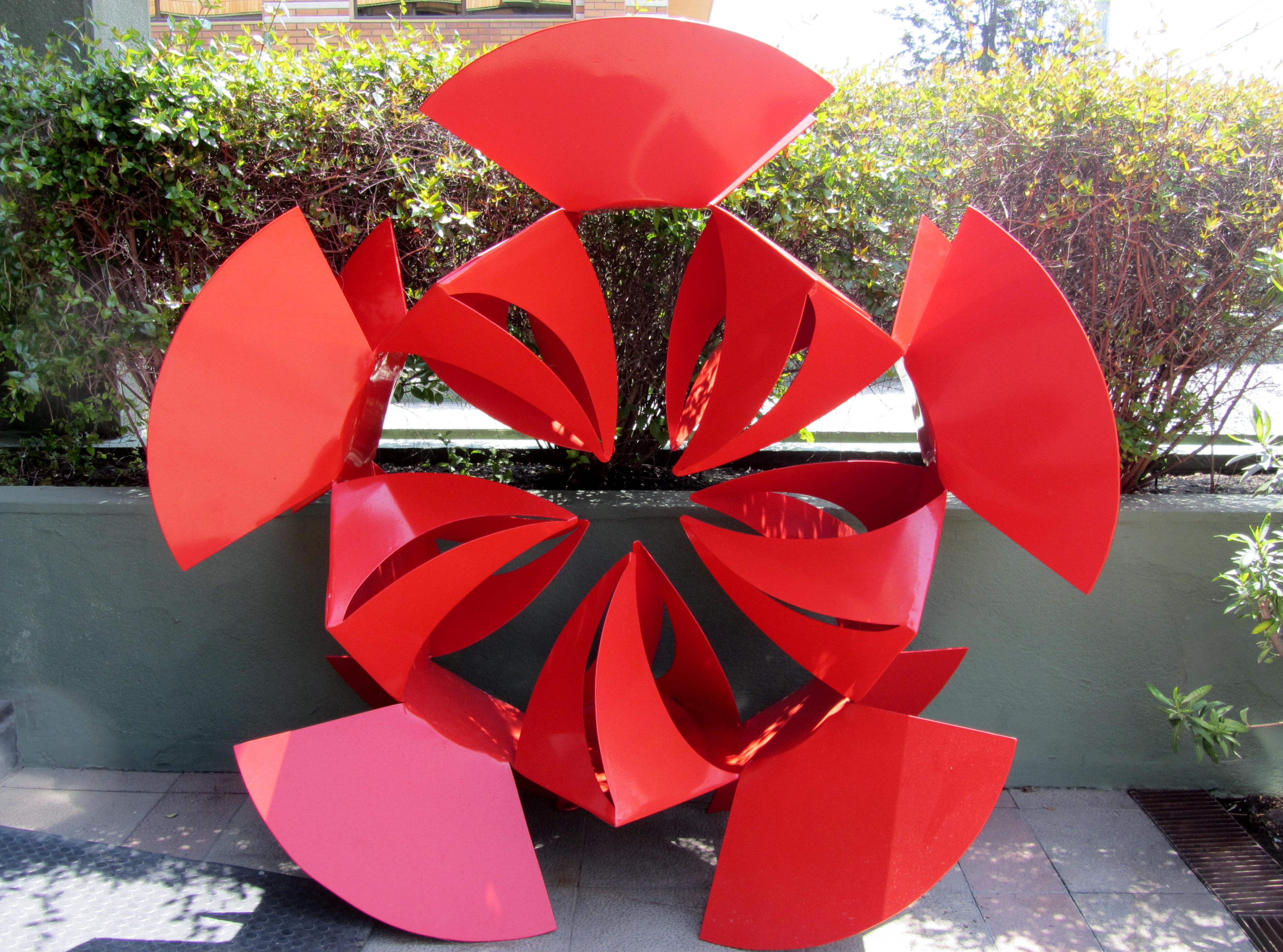
Escultura en Alonso de Córdova
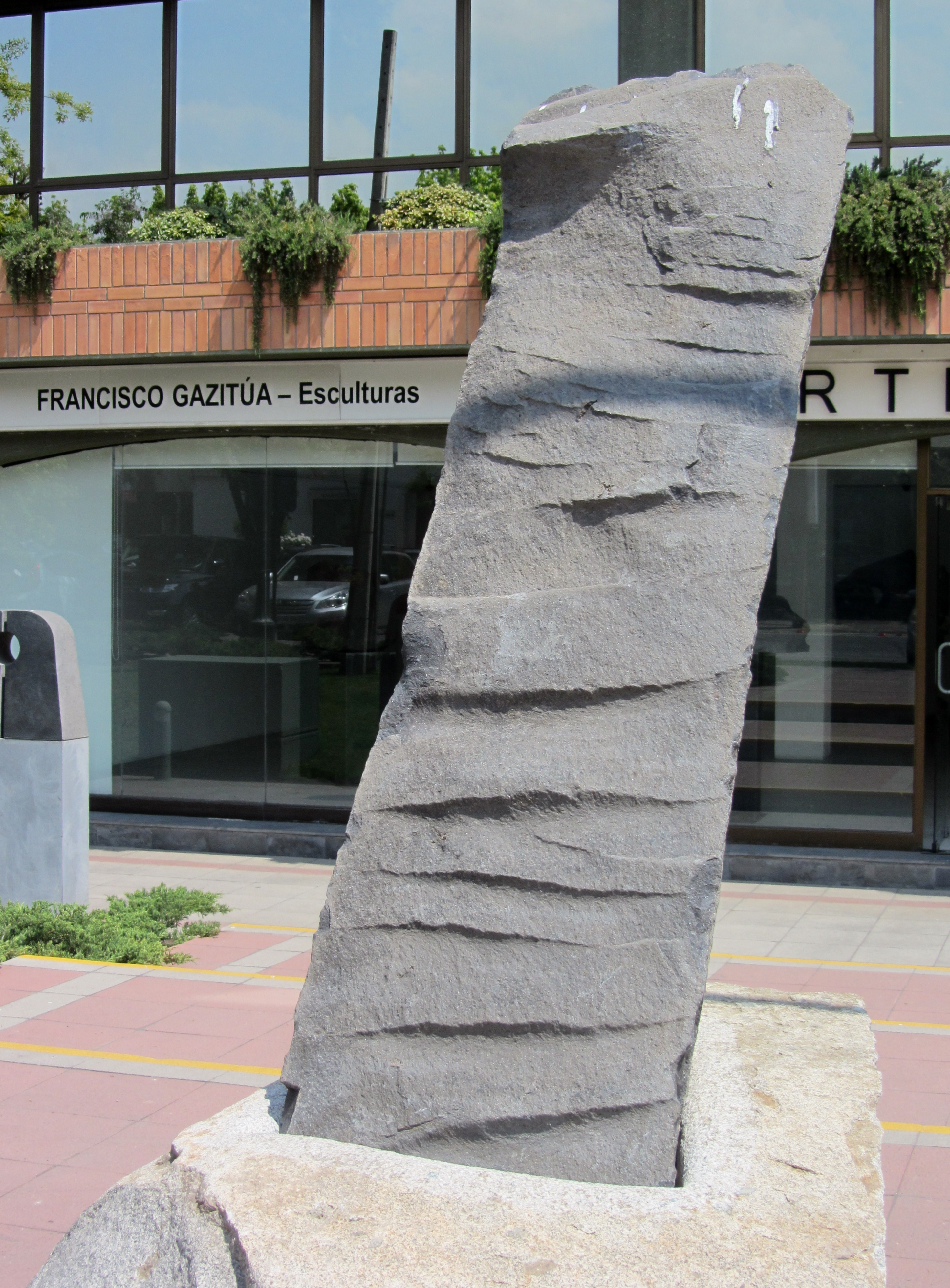
Escultura en Alonso de Córdova